# Indra Waldbüßer
Indra Lisa Waldbüßer (* 1980 in Öhringen) ist eine ehemalige deutsche Nationalspielerin in der Boulespiel-Sportart Pétanque im Deutscher Boccia-, Boule- und Pétanque-Verband e.V. Sie war mehrfach deutsche Meisterin und Teilnehmerin bei Europa- und Weltmeisterschaften und den World Games  2013 und 2017.

## Karriere
Waldbüßer spielt nach eigenen Angaben seit 1993 Boule und wurde bereits mehrfach in den Nationalkader berufen. Sie spielte zunächst für den Boule Club Öhringen und später für den Boule Club Stuttgart, der 2013 für ein Jahr in der Pétanque-Bundesliga beheimatet war.
Im Frauen-Triplette gewann sie 2010 und 2014 jeweils die Bronzemedaille bei den Europameisterschaften. 2012 errang sie bei der EM Bronze im Tir de precision (Präzisionsschießen).
Sie ist Rechtshänderin und spielt bevorzugt die Spielposition Tireur (Schießerin).

## Erfolge

### International
- 2007: Teilnahme an der Europameisterschaft
- 2010: 3. Platz Europameisterschaft Frauen Triplette zusammen mit Carolin Birkmeyer, Susanne Fleckenstein und Muriel Hess
- 2011: Teilnahme an der Weltmeisterschaft[4]
- 2012: 3. Platz Europameisterschaft Tir de precision[5]
- 2013: Teilnahme an der Weltmeisterschaft[6]
- 2013: Teilnehmerin bei den World Games  (4. Platz im Frauen Doublette zusammen mit Muriel Hess)
- 2014: 3. Platz Europameisterschaft Frauen Triplette zusammen mit Carolin Birkmeyer, Muriel Hess und Laura Schneider
- 2015: Teilnahme an der Weltmeisterschaft
- 2016: Teilnahme an der Europameisterschaft[7]
- 2017: Teilnahme an der Weltmeisterschaft[8]
- 2017: Teilnehmerin bei den World Games[9]

### National
(Quelle;)
- 2003: 2. Platz Deutsche Meisterschaft Frauen Doublette zusammen mit Susanne Haas
- 2009: 2. Platz Deutsche Meisterschaft Frauen Triplette zusammen mit Ellen Krieger und Natascha Denzlinger
- 2011: 3. Platz Deutsche Meisterschaft Frauen Triplette zusammen mit Carolin Birkmeyer und Judith Berganski
- 2012: 3. Platz Deutsche Meisterschaft Frauen Triplette zusammen mit Carolin Birkmeyer und Muriel Hess
- 2013: 1. Platz Deutsche Meisterschaft Frauen Triplette zusammen mit Carolin Birkmeyer und Muriel Hess
- 2014: 1. Platz Deutsche Meisterschaft Frauen Triplette zusammen mit Carolin Birkmeyer und Muriel Hess

## Privates
Waldbüßer machte 2001 ihr Abitur am Hohenlohe-Gymnasium in Öhringen und studierte anschließend bis 2003 an der Heidelberg International Business Academy. Nach dem Studium hat sie in Neuseeland und Chile gelebt. Sie arbeitet als Touristikmanagerin und wohnt in München.